# Abiko (Chiba)
Abiko (japanisch 我孫子市, -shi) ist eine Stadt der Präfektur Chiba im Osten von Honshū, der Hauptinsel von Japan.

## Geografie
Durch Abiko fließt der Fluss Tone.
Die Stadt liegt südlich von Toride und nördlich von Kashiwa.

## Geschichte
Abiko bekam am 1. Juli 1970 das Stadtrecht.

## Verkehr
- Straße:
  - Nationalstraße 6 nach Tokio oder Sendai
  - Nationalstraße 294, 356
- Zug:
  - JR Joban-Linie
  - JR Narita-Linie nach Narita

## Söhne und Töchter der Stadt
- Isao Aoki (* 1942), Profigolfer
- Keito Nakamura (* 2000), Fußballspieler

## Angrenzende Städte und Gemeinden
- Präfektur Chiba
  - Kashiwa
  - Inzai
- Präfektur Ibaraki
  - Toride
  - Tone